# Дегсборо (Делавер)
Дегсборо (англ. Dagsboro) — місто (англ. town) в окрузі Сассекс штату Делавер США. Населення — 870 осіб (2020).

## Географія
Дегсборо розташоване за координатами 38°32′48″ пн. ш. 75°14′48″ зх. д. / 38.54667° пн. ш. 75.24667° зх. д. (38.546582, -75.246623).  За даними Бюро перепису населення США в 2010 році місто мало площу 3,53 км², уся площа — суходіл.

## Демографія
Згідно з переписом 2010 року, у місті мешкало 805 осіб у 311 домогосподарстві у складі 222 родин. Густота населення становила 228 осіб/км².  Було 364 помешкання (103/км²).
Расовий склад населення:
| - 85,6 % — білих - 6,6 % — чорних або афроамериканців - 1,0 % — корінних американців - 4,2 % — осіб інших рас |

До двох чи більше рас належало 2,6 %. Частка іспаномовних становила 8,7 % від усіх жителів.
За віковим діапазоном населення розподілялося таким чином: 22,4 % — особи молодші 18 років, 62,6 % — особи у віці 18—64 років, 15,0 % — особи у віці 65 років та старші. Медіана віку мешканця становила 41,1 року. На 100 осіб жіночої статі у місті припадало 90,8 чоловіків;  на 100 жінок у віці від 18 років та старших — 92,3 чоловіків також старших 18 років.
Середній дохід на одне домашнє господарство  становив 68 707 доларів США (медіана — 49 519), а середній дохід на одну сім'ю — 73 990 доларів (медіана — 59 250). Медіана доходів становила 45 833 долари для чоловіків та 43 250 доларів для жінок. За межею бідності перебувало 8,5 % осіб, у тому числі 5,8 % дітей у віці до 18 років та 15,4 % осіб у віці 65 років та старших.
Цивільне працевлаштоване населення становило 482 особи. Основні галузі зайнятості: освіта, охорона здоров'я та соціальна допомога — 24,3 %, роздрібна торгівля — 20,7 %, мистецтво, розваги та відпочинок — 20,7 %.